# Trota von Salerno

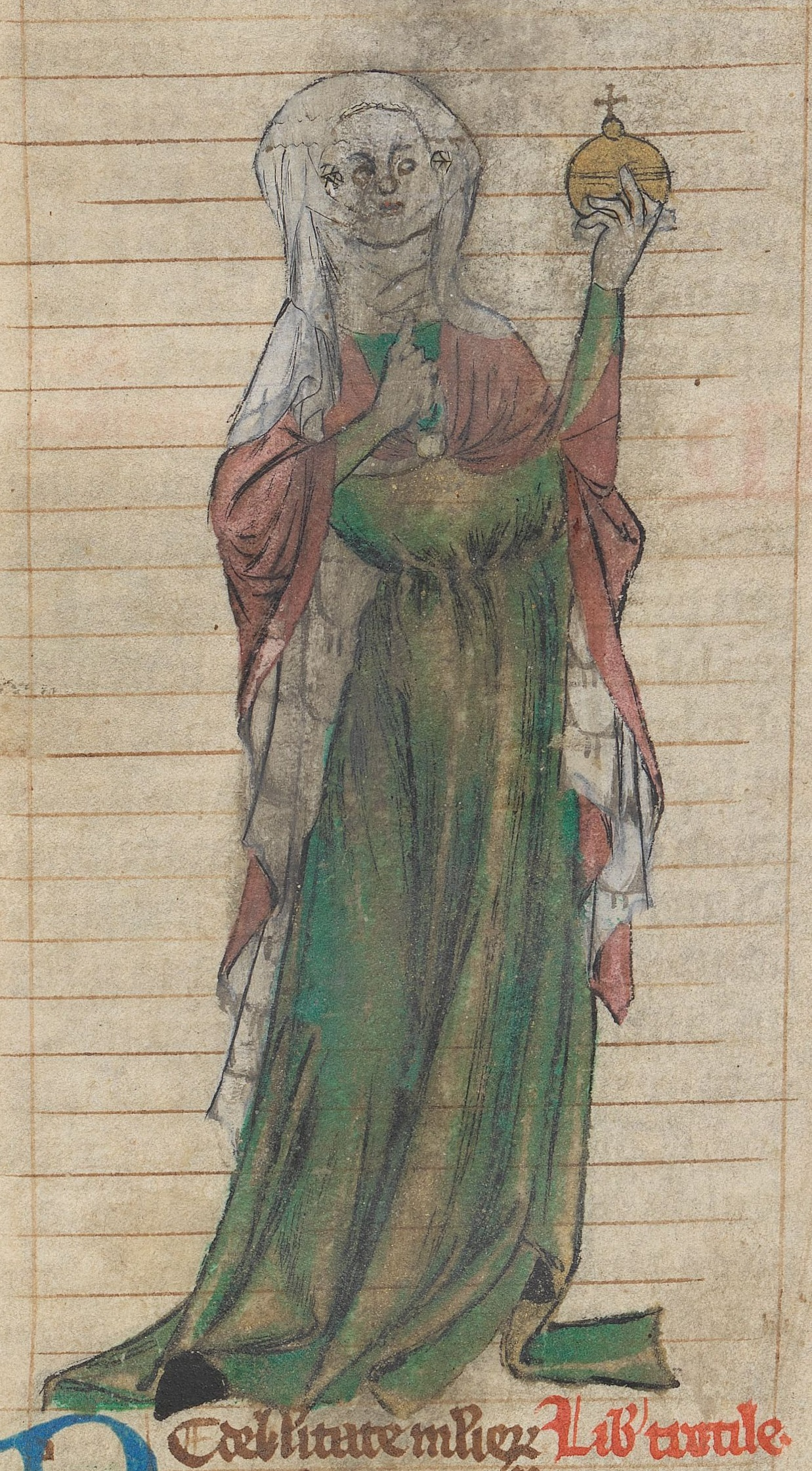
Historische Darstellung der Trota, Wellcome Collection MS.544 f.33r, frühes 14. Jahrhundert. (Link zum Digitalisat)

Trota von Salerno, auch Trocta oder Trotta sowie fälschlich Trotula, war eine Ärztin und Autorin aus der Schule von Salerno. Ihre Wirkungszeit wird auf das frühe 12. Jahrhundert datiert.

## Wirken
Über Trotas Leben liegen keine gesicherten Informationen vor. Frühere Annahmen, sie entstamme der Familie Ruggiero oder habe in die Familie Platearius eingeheiratet, sind ebenso haltlos wie ein kolportiertes Todesjahr 1097 oder die außerhalb Italiens geäußerten Zweifel an ihrer Existenz.
Auf Basis inhaltlicher Parallelen und einer Urkunde aus dem Jahr 1112 hat Monica Helen Green eine Nähe zum Arzt und Autor Copho postuliert, die noch weiterer Forschung bedarf.

## De curis mulierum
Trotas heutige Bekanntheit beruht in erster Linie auf der Schrift De curis mulierum, die um 1200 mit zwei weiteren anonymen Texten zum so genannten Trotula-Ensemble vereinigt wurde. Dieses Ensemble war bis zur Frühneuzeit ein Standardwerk der Frauenheilkunde und wurde in mindestens acht europäische Sprachen übersetzt. Die beiden anderen Texte Liber de sinthomatibus mulierum und De ornatu mulierum wurden vermutlich von männlichen Autoren verfasst, weshalb Trota gerade kein Beispiel für den Matilda-Effekt ist, wie seit 1993 immer wieder behauptet wird.

## Practica secundum Trotam
John F. Benton fand 1985 in Madrid eine Handschrift der Practica secundum Trotam, wodurch erstmals die historische Existenz Trotas gesichert war. Weitere Textzeugen wurden inzwischen in Oxford und Cambridge entdeckt. Die Practica zeigt, dass Trota sich nicht nur mit Frauenheilkunde und Geburtshilfe beschäftigte, sondern mit einem weiten Spektrum der damaligen Medizin, die Chirurgie ausgenommen.
Inhalte aus Trotas Practica flossen noch im 12. Jahrhundert in die Kompilation De egritudinum curatione ein, die im so genannten Breslauer Kodex bis zum Zweiten Weltkrieg erhalten blieb. Neben Trota verarbeitete der anonyme Kompilator Auszüge aus Johannes Platearius, Copho, Petrus Musandinus, Bartholomäus, Johannes Afflacius sowie Matthäus oder Johannes Ferrarius. Von diesem verlorenen Kodex existieren Fotos.

### Handschriften und Editionen
- Madrid, Biblioteca de la Universidad Complutense (Biblioteca Ildefonsina), MS 119, ff. 140r-144r
  - Edition: Piero Cantalupo: L’inedito opuscolo di pratica terapeutica della medichessa salernitana Trota. La Practica secundum Trotam: Testo, traduzione, appendici e glossario. Bollettino storico di Salerno e Principato Citra 13, Nr. 1–2 (1995), S. 1–104
- Oxford, Bodleian Library, MS Rawlinson C 506, ff. 146v-147v
- Cambridge, Cambridge University Library, MS Dd.III.51, ff. 129r-130v
- Breslau, Stadtbibliothek Ms. 1302 (Kriegsverlust)
  - Conrad Hiersemann: Die Abschnitte aus der Practica des Trottus in der Salernitanischen Sammelschrifi 'De Aegritudinum Curatione'. Breslau Codex Salern. 1160-1170. Dissertation, Leipzig 1921.